# The Peel Sessions (альбом Joy Division)
The Peel Sessions (рус. «Сессии Пила») — альбом-компиляция  британской рок-группы Joy Division, вышедший в 1990 году.

## Об альбоме
На «The Peel Sessions» собраны две радиосессии группы, записанные на Би-би-си для передачи Джона Пила в 1979 году. Записи первой радиосессии (31 января) были впервые выпущены на мини-альбоме в 1986 году. Записи второй (26 ноября) — на мини-альбоме 1987 года.
К моменту выхода радиопередач в эфир (как правило, через 2 недели после записи) ни одна из песен не была выпущена на пластинках.

## Обложка
На обложку помещена фотография Антона Корбейна «Метро» (англ. «Tube»), и это первое изображение музыкантов группы на обложке их пластинки (стоит отметить, что альбом был выпущен не на Factory Records — лейбле группы).

## Список композиций
1. «Exercise One»
2. «Insight»
3. «She’s Lost Control»
4. «Transmission»
5. «Love Will Tear Us Apart»
6. «Twenty Four Hours»
7. «Colony»
8. «Sound of Music»

- 1—4 записаны 31 января 1979.
- 5—8 записаны 26 ноября 1979.